# Tara - Prazeres Proibidos
Tara - Prazeres Proibidos é um filme brasileiro de 1979, com direção de Luiz Castellini.

## Sinopse
Na região onde Sônia tem uma chácara, os moradores estão apavorados com os assaltos e assassinatos praticados por três marginais, que a polícia não consegue prender. Sônia tem uma relação homossexual com Helena, filha de seu noivo Alfredo. Após um desentendimento com o pai, Helena vai para a chácara de Sônia. Alfredo segue para sua casa, vizinha à de Sônia, e descobre a relação amorosa entre as duas. Numa noite, passeando pelas imediações da chácara, Sônia é currada pelos bandidos. Pela manhã, Sônia volta cheia de escoriações e em estado de choque, mas recusa-se a contar o que aconteceu. Alfredo, sentindo-se rejeitado pelas duas e temeroso diante da violência da região, volta para a cidade, acompanhando os demais moradores do local. Sônia, Helena, a empregada e o caseiro ficam sozinhos na chácara. À noite, os marginais atacam a casa e matam o caseiro e a empregada. Sônia desmaia e Helena, sozinha, decide enfrentar os três bandidos.

## Elenco
- Alexandre Dressler
- Patrícia Scalvi
- Eudes Carvalho
- André Lopes
- Mariclaire Saint
- Renato Kramer
- Tânia Poncio
- Eduardo Mamede